# Santa Cruz das Palmeiras (kommun)
Santa Cruz das Palmeiras är en kommun i Brasilien.   Den ligger i delstaten São Paulo, i den sydöstra delen av landet, 700 km söder om huvudstaden Brasília. Antalet invånare är 29 974.
Följande samhällen finns i Santa Cruz das Palmeiras:
- Santa Cruz das Palmeiras

Omgivningarna runt Santa Cruz das Palmeiras är en mosaik av jordbruksmark och naturlig växtlighet. Runt Santa Cruz das Palmeiras är det ganska tätbefolkat, med 93 invånare per kvadratkilometer.